# Paralimnophila (Paralimnophila) pachyspila
Paralimnophila (Paralimnophila) pachyspila is een tweevleugelige uit de familie steltmuggen (Limoniidae). De soort komt voor in het Neotropisch gebied.